# Cercle de Gascogne
Pour les articles homonymes, voir Cercle (homonymie) et Gascogne (homonymie).

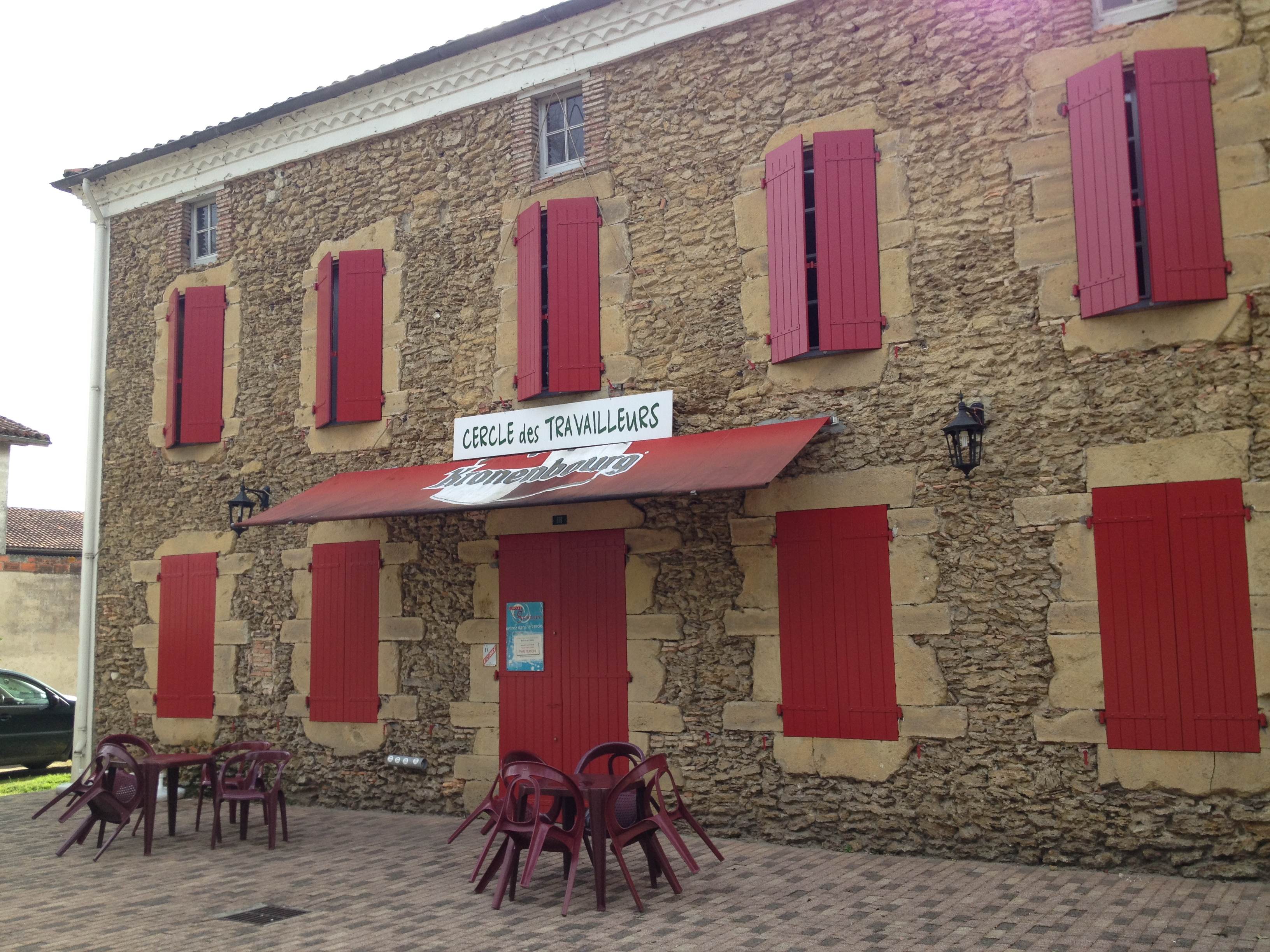
Cercle des Travailleurs de Brocas, fondé au début des années 1930

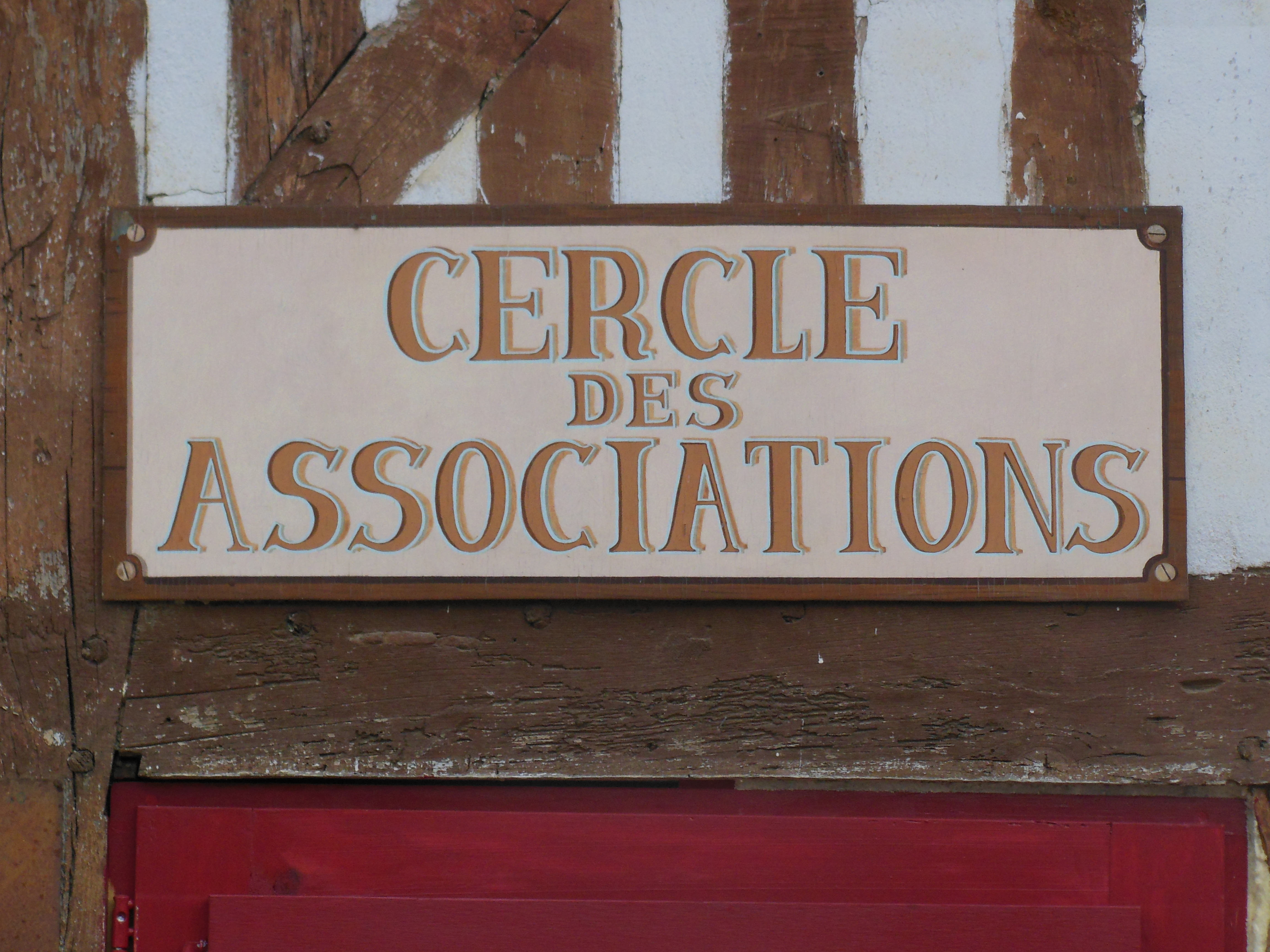
Cercle des Associations de Garein, fondé en janvier 2009

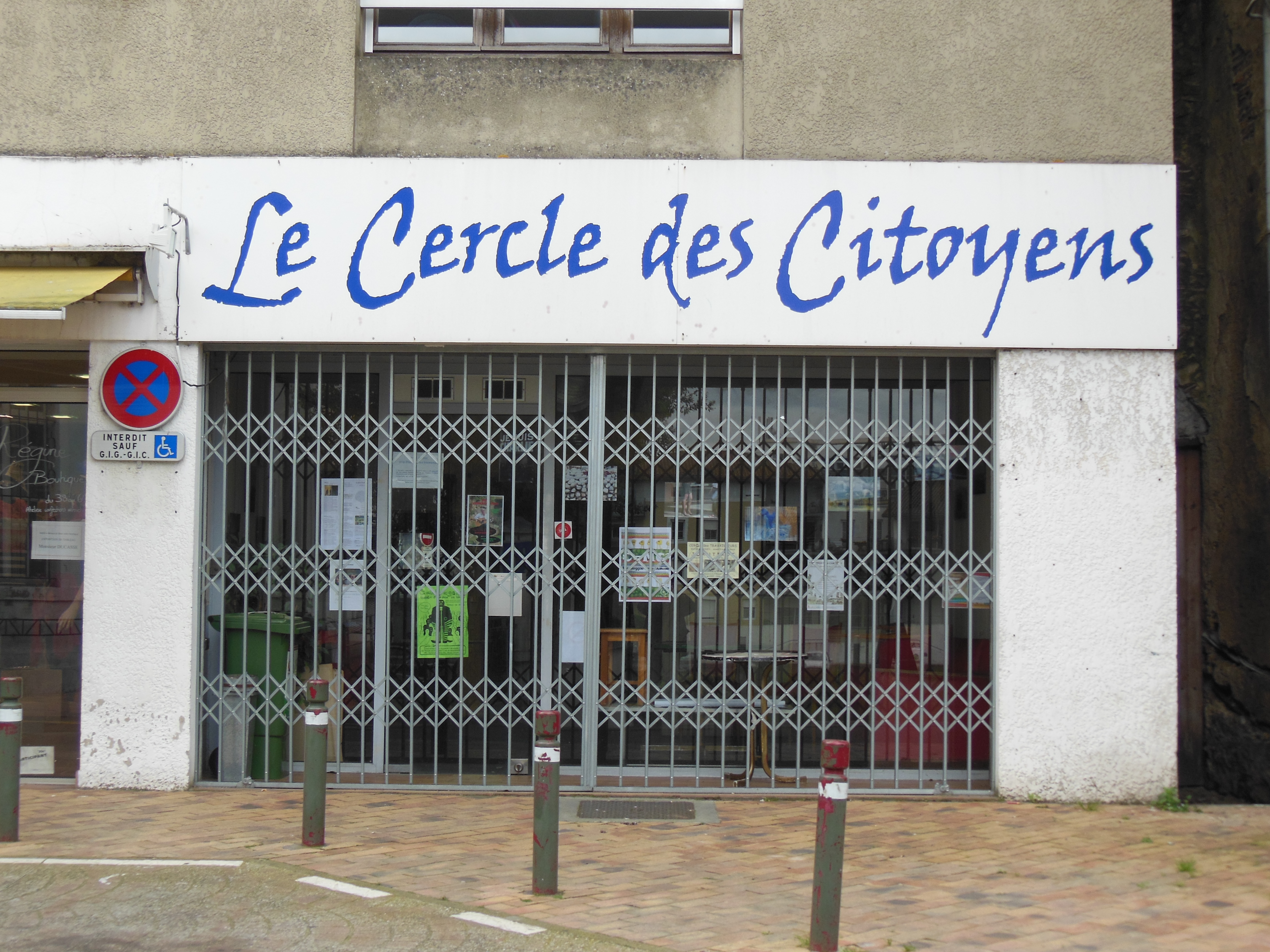
Le cercle des citoyens à Mont-de-Marsan, fondé en 2000, est le seul cercle de Gascogne en milieu urbain. Situé 7 rue Maréchal-Bosquet, il fait face à la maison Bié

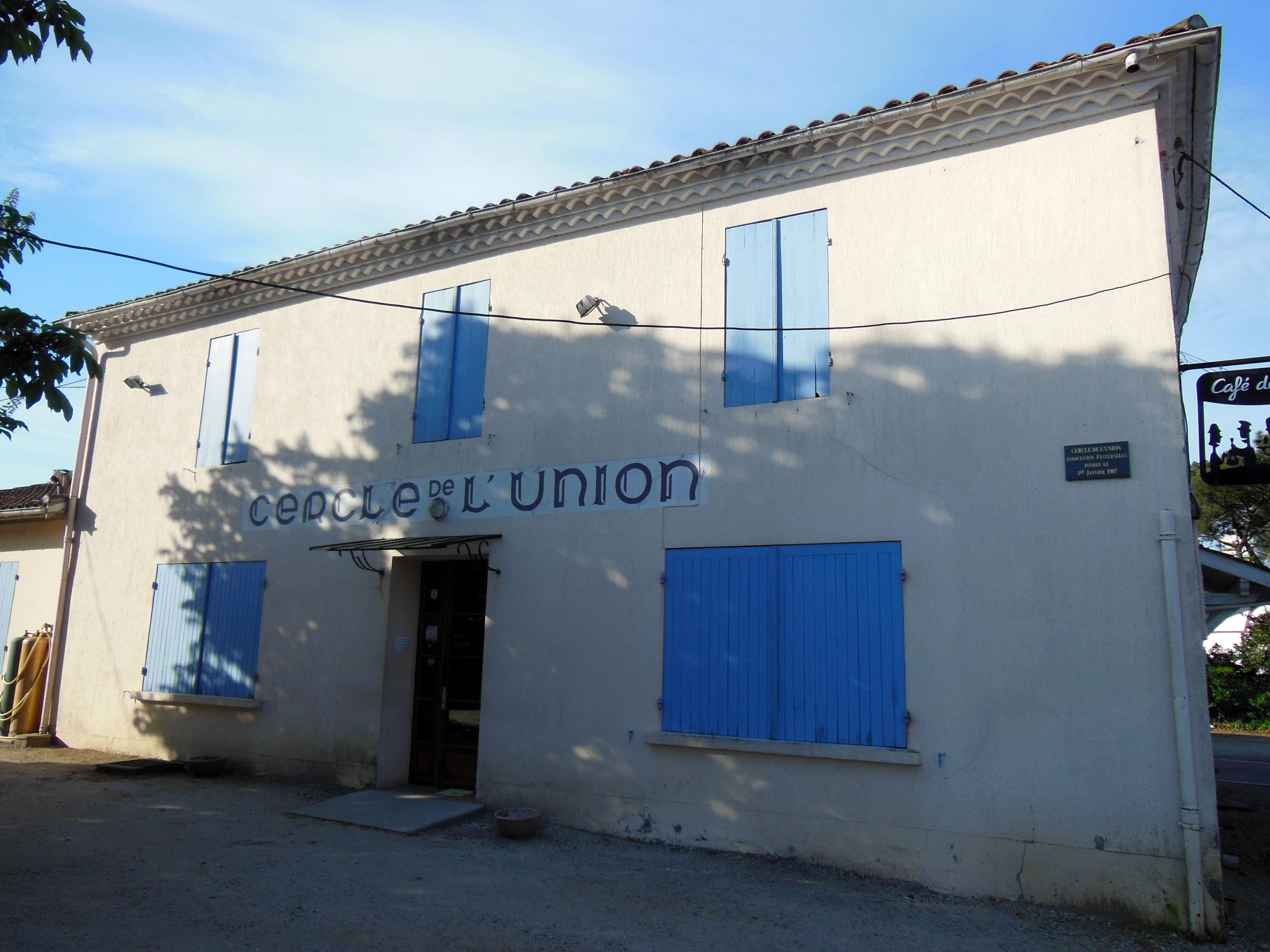
Cercle de l'Union de Pissos, fondé le 1er janvier 1907

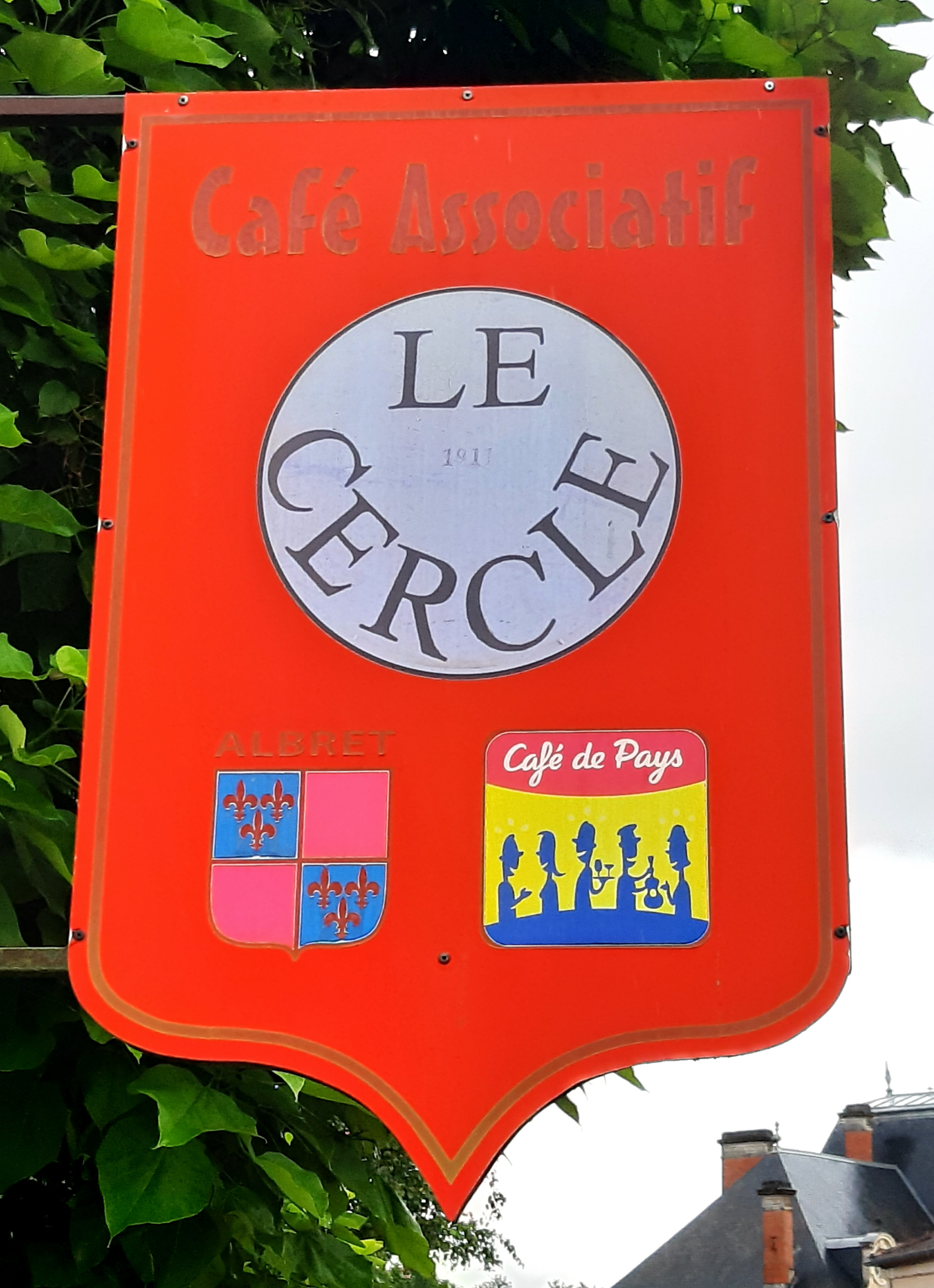
Le Cercle de Labrit

Les cercles de Gascogne sont des cafés associatifs des départements français de la Gironde et des Landes.

## Présentation
Les cercles de Gascogne sont des débits de boisson au statut original. Ils ont toujours le statut d'association loi de 1901, appartiennent à leurs adhérents et leur gérance est toujours une gérance salariée.
Leur origine remonte aux lendemains de la Révolution française, dans le contexte particulier du monde des scieries, gemmeurs, muletiers, bûcherons, alors que s'établit la « République » au village. Nombre d'entre eux n'ont pas résisté au temps. Ils sont au nombre de vingt-cinqd de nos jours :
- Cercle de l'Avenir, à Bazas ;
- Cercle de l'Union des Travailleurs, également à Bazas ;
- Cercle des Agriculteurs, à Birac ;
- Cercle des Travailleurs, à Brocas ;
- Arts de Cercle, à Canéjan
- Cercle des Travailleurs, à Captieux ;
- Cercle de l'Union, à Gajac ;
- Cercle des Associations, à Garein ;
- Cercle des Démocrates, à Labrit ;
- Cercle de la Paix, Le Nizan ;
- Cercle de la Paix, à Louchats ;
- Cercle de la Concorde, à Lucmau ;
- Cercle de l'Union, à Luxey ;
- Cercle des Citoyens, à Mont-de-Marsan ;
- Cercle de l'Union, à Pissos ;
- Cercle de la Paix, à Préchac ;
- Cercle Ouvrier, à Saint-Symphorien ;
- Cercle de la Paix, à Sore.

Dans ces communes rurales, le cercle reste encore un lieu essentiel de la vie locale et a conservé, toute proportion gardée, l'esprit et l'image des cercles d'autrefois.

### Historique
Deux thèmes privilégiés émergent de l'histoire des cercles : la création d'un espace social spécifique aux hommes (longtemps, les femmes en sont exclues) et le développement d'une conscience politique.
Ces hauts lieux de la politique villageoise sont nés aux lendemains de la Révolution française et ont connu leur apogée sous la Troisième république. Émanation de propriétaires terriens, professions libérales et négociants, ils s'adressent dans un premier temps aux classes aisées de la société. Plus tard, dans le contexte de l'antagonisme opposant clergé et bourgeoisie locale sur la question de l'école, un mouvement « républicain » voit le jour. Les notables, pour la plupart lettrés, recherchent dès lors le concours de classes plus populaires parmi les bergers landais et les résiniers, souvent analphabètes.
Le mouvement « républicain » gagne encore du terrain et, à partir de 1860, s'ouvre massivement à de nouvelles catégories sociales, commerçants et artisans notamment. Parmi eux, les Compagnons véhiculent leur connaissance de la ville, et des paysans, métayers et ouvriers les rejoignent bientôt.
Le cercle devient ainsi un phare communal au milieu du village, un lieu de rencontre pour discuter, parler de tout sujet, mais essentiellement de politique.

### De nos jours
Le règlement intérieur est strict : les membres en retard pour le paiement de leur cotisation ont leur nom affiché pendant huit jours dans les salles du cercle. Les jeux de hasard y sont interdits, mais on dispose parfois d'un billard, comme à Captieux, Lucmau, Luxey ou à Sore.
Le cercle, en dépit de son mode de fonctionnement, est ouvert à tous : on y boit à prix réduit, on joue aux cartes, on lit le journal et comme par le passé, on s'entretient de questions politiques.
Avec le temps et la modernité, les conditions d'existence des cercles sont parfois devenues laborieuses, leur fréquentation moins assidue. Certains sont des bistrots traditionnels, d'autres sont devenus des nouveaux lieux de sociabilité : le rendez-vous des retraités, d'associations sportives et de loisirs, d'échanges culturels et d'animations locales (concours de belote, soirées musicales ou théâtrales).
La Fédération des Cercles de Gascogne est créée le 20 mars 1998 sous l'impulsion de trois cercles landais (Luxey, Pissos et Sore), avec le soutien du Parc naturel régional des Landes de Gascogne. Elle a pour objet la sauvegarde des cercles et le maintien de leurs traditions. Plusieurs projets y sont nés : soutien aux programmes d'animation et de rénovation, recensement et conservation de la mémoire de ces lieux, échanges et conseils entre les cafés membres. Une convention d'objectifs est signée en septembre 2014 entre le Conseil général des Landes et la Fédération des cercles de Gascogne afin d'aider ces derniers dans leur mission de coordination de leurs actions.

### Cercle Ouvrierde Saint-Symphorien
Les statuts du Cercle Ouvrier ont fait l’objet de l’arrêté préfectoral en date du 14 septembre 1898. La liste des fondateurs est établie dès le 8 septembre de la même année. Créé par les propriétaires forestiers de la commune, le Cercle Ouvrier pour but initial de « resserrer les liens de fraternité qui unissent déjà ses membres et de leur faciliter leur pouvoir d’achat ».
Ces notables locaux, républicains anti-cléricaux, tenaient à conserver un soutien populaire auprès des bergers landais et résiniers très pauvres à cette époque qui résidaient dans de nombreuses métairies. 
De nos jours, c'est un bar associatif qui rassemble plus de 230 membres mais qui est ouvert à tous. La maison qui l'abrite est une vaste demeure bourgeoise du XIXe siècle en pierre de Frontenac. Cette « maison commune » est l'une des plus anciennes associations ouvrières de France, autogérée, et fonctionne avec des sociétaires bénévoles.